# Degeneria roseiflora
Degeneria roseiflora là một loài thực vật có hoa trong họ Degeneriaceae. Loài này được John M.Mill. mô tả khoa học đầu tiên năm 1988.